# Robert Hemmerling
Robert Hemmerling (* 1979) ist ein deutscher Polizist und Kommandeur der GSG 9 der Bundespolizei.

## Leben
Hemmerling wurde 1996 bei der Landespolizei in Bremen eingestellt und wechselte 2005 zur GSG 9 der Bundespolizei. Dort wurde er als Polizeivollzugsbeamter für besondere Verwendungen in der 2. Einsatzeinheit für maritime Einsätze eingesetzt. Seine weitere Verwendung erfolgte als SET-Führer und später als stellvertretender Einheitsführer. Nach Absolvierung des Masterstudiengangs für den höheren Polizeidienst kehrte er 2020 zur GSG 9 zurück und war bis 2022 Stabsbereichsleiter Einsatz. Nachdem er bis September 2023 als stellvertretender Kommandeur der GSG 9 fungierte, wurde er im Oktober 2023 als Nachfolger von Jérôme Fuchs zum Kommandeur der GSG 9 ernannt.